# Koen Hauser
Koen Hauser (Rijswijk, 1972) is een Nederlands fotograaf en beeldend kunstenaar. Hij was tussen april 2014 en maart 2015 de tweede Nederlandse Fotograaf des Vaderlands.

## Jeugd en opleiding
Hauser doorliep de middelbare school aan het Lodewijk Makeblijde College in Rijswijk. Daarna studeerde hij sociale psychologie aan de Universiteit Leiden. Na het afsluiten van zijn studie in 1996 publiceerde hij samen met Roos Vonk in het maandblad Psychologie. Al snel daarna sloeg hij een andere weg in: in 2002 sloot hij de opleiding fotografie aan de Gerrit Rietveld Academie in Amsterdam af.

## Werk
Hauser werkt in een mengvorm van beeldende kunst en fotografie voor bladen als Esquire (VS), L’Officiel, Avantgarde, LINDA en Volkskrant Magazine. Ook werd hij bekend door zijn foto's van Loes Luca en Caro Emerald, en door de opzienbarende poster van Georgina Verbaan als anatomisch model voor Museum Boerhaave. Daarnaast presenteerde Hauser diverse kunstprojecten, zoals de Modische Atlas der Anatomie (2000) en Sculptural Nudes (2013). 
In april 2014 werd Hauser benoemd tot tweede Fotograaf des Vaderlands, als opvolger van Ilvy Njiokiktjien. Deze benoeming is een initiatief van het Nederlands Fotomuseum en fotografiemuseum FOAM. Hausers combinatie van commerciële fotografie en eigenzinnig zelfstandig werk speelde bij die aanstelling een belangrijke rol. "Door zijn onderzoekende houding maakt hij mensen bewust van de betekenis van fotografie in hun leven."
In de Fotoweek van september 2014 onthulde hij een serie door hem bewerkte foto's die 'gewone' mensen maakten van geluksmomenten, Kijk! Mijn geluk.

## Publicaties
- Koen Hauser & Bart de Baets: De luister van het land. Rotterdam, Veenman, 2008. ISBN 978-90-8690-166-1
- Say cheese! De kracht van de mond. Samenst: Dirk van Delft. Fotografie: Koen Hauser et al. Leiden, Museum Boerhaave, 2010. ISBN 90-6292-166-3